# Xian autonome she de Jingning
Pour les articles homonymes, voir Jingning.
Le xian autonome she de Jingning (景宁畲族自治县 ; pinyin : Jǐngníng shēzú Zìzhìxiàn) est un district administratif de la province du Zhejiang en Chine. Il est placé sous la juridiction de la ville-préfecture de Lishui.

## Démographie
La population du district était de 175 484 habitants en 1999.